# Tigre (destroyer italien)
Pour les articles homonymes, voir Tigre (homonymie).
Le Tigre était un croiseur éclaireur, puis destroyer italien de la classe Leone lancé en 1924 pour la Marine royale italienne (en italien : Regia Marina). 

## Conception
Commandée en 1917, cette classe ne sera mise en chantier qu'en 1920, à cause de la pénurie d'acier. C'est une version agrandie des destroyers de l'époque, en développement de la classe Mirabello.
Ils avaient une longueur totale de 113,41 mètres, une largeur de 10,36 mètres et un tirant d'eau moyen de 3,1 mètres. Ils déplaçaient 2 230 tonnes à charge normale et 2 326 tonnes à pleine charge. Leur effectif était de 10 officiers et 194 hommes de troupe.
Les Leone étaient propulsés par deux turbines à vapeur à engrenages Parsons, chacune entraînant un arbre d'hélice à l'aide de la vapeur fournie par quatre chaudières Yarrow. Les turbines avaient une puissance nominale de 42 000 chevaux (31 000 kW) pour une vitesse de 33 nœuds (61 km/h) en service, bien que tous les navires aient dépassé cette vitesse pendant leurs essais en mer. Les navires transportaient 399 tonnes  de mazout, ce qui leur donnait une autonomie de 2 000 milles nautiques (3 700 km) à une vitesse de 15 nœuds (28 km/h).
Leur batterie principale était composée de huit canons de 120 mm répartis dans quatre tourelles jumelées, une à l'avant et une à l'arrière de la superstructure, les autres tourelles étant placées entre les cheminées et les supports des tubes lance-torpilles au milieu du navire. Ils étaient équipés de six tubes lance-torpilles de 450 mm dans deux supports triples. Les Leone pouvaient également transporter 60 mines.

## Construction et mise en service
Le Tigre est construit par le chantier naval Ansaldo à Sestri Ponente dans la province de Gênes en Italie, et mis sur cale le	23 janvier 1922. Il est lancé le 7 août 1924 et est achevé et mis en service le 10 octobre 1924. Il est commissionné le même jour dans la Regia Marina.

## Histoire du service
En 1925, le Tigre participe à une croisière dans les eaux de l'Europe du nord.
En 1930, il prend part à une autre campagne navale, dans les eaux de la mer Égée.
En 1931, il subit une première période de modernisation qui comprend l'installation d'un poste de tir central, le remplacement des six tubes lance-torpilles de 450 mm par quatre de 533 mm et le remplacement des deux canons de 76 mm par deux mitrailleuses 40/39,.
En 1936, en prévision de son transfert en mer Rouge, il subit de nouveaux travaux de modification avec la climatisation de l'intérieur, des appareils pour éviter la surchauffe des dépôts de munitions, l'élimination d'une unité jumelle de 120 mm et l'installation de 4 mitrailleuses Breda Model 31 de 13,2 mm.
En 1938 (d'autres sources indiquent toutefois 1935), il est déployé en mer Rouge, et la même année, il est rétrogradé en destroyer.
À la date de l'entrée de l'Italie dans la Seconde Guerre mondiale, il appartient au Ve escadron de destroyers de la Flottille de la mer Rouge basée à Massaoua, avec ses navires-jumeaux (sister ships) Leone et Pantera. Le commandant du navire est le capitaine de frégate (capitano di fregata) Gaetano Tortora.
Il est employé dans des missions d'interception de convois britanniques naviguant en mer Rouge.
Dans la nuit du 28 au 29 août 1940, il est envoyé à la recherche de navires ennemis avec le Pantera, mais sans résultat.
Le 3 décembre, il est envoyé - avec le Leone, les destroyers plus petits Sauro et Manin et le sous-marin Ferraris  à la recherche d'un convoi, mais il n'est pas trouvé.
Dans la nuit du 2 au 3 février 1941, avec le Leone et le Pantera, il attaque sans succès un convoi britannique .
Il devient alors évident que la chute de l'Afrique orientale italienne est imminente. En vue de la reddition de Massaoua, un plan est organisé pour évacuer les unités avec une grande autonomie (envoyées en France ou au Japon) et pour détruire les navires restants,,. Les 6 destroyers qui forment les IIIe escadron de destroyers (Battisti, Sauro, Manin) et Ve escadron de destroyers (Tigre, Leone, Pantera) n'ont pas une portée suffisante pour atteindre un port ami, il est donc décidé de les employer dans une mission suicide: une attaque sur Suez (Tigre, Leone, Pantera) et Port Saïd (Battisti, Sauro, Manin), comme objectifs. Si elles n'ont pas pu continuer, les unités ne seront pas retournées à Massaua (où d'ailleurs elles n'auront eu d'autre sort que la capture ou le sabordage, la place forte étant tombée le 8 avril 1941), mais elles ont coulé par sabordage d'elles-mêmes,,.
Le Ve escadron de destroyers part pour sa mission le 31 mars, mais cette première tentative avorte presque immédiatement car le Leone s'échoue et, ayant développé un feu indomptable à la proue, doit être sabordé,,. La mission est ensuite réorganisée car une action de diversion prévue par la Luftwaffe contre Suez a échoué: toutes les unités auraient attaqué Port Saïd,,.
Le 2 avril 1941, à deux heures de l'après-midi, les cinq destroyers quittent finalement Massaoua,,. Le Battisti doit se saborder en raison d'une panne de moteur, tandis que le reste de la formation poursut sa route même s'il est repéré par des avions de reconnaissance ennemis. A l'aube du 3 avril, alors qu'ils se trouvent à une trentaine de milles nautiques (55 km) de Port Saïd, après une navigation de 270 milles nautiques (500 km), les quatre navires sont massivement attaqués par environ 70 bombardiers Bristol Blenheim et des bombardiers-torpilleurs Fairey Swordfish qui arrivent par vagues,,. Ayant rompu la formation, les destroyers continuent à zigzaguer et à ouvrir le feu avec leurs canons anti-aériens, mais toutes les unités sont touchées et endommagées,,. Alors que le Sauro et le Manin poursuivent leur route vers Port Saïd (tous deux seront coulés par la suite), le Tigre et le Pantera se replient et, également attaqués par un groupe de destroyers envoyés contre eux, se dirigent vers l'est, pour atteindre la côte arabe, où ils se sabordent d'eux-mêmes,,.
Dans la nuit du 3 au 4 avril, le Tigre et le Pantera, déplacés au large de Someina (à une quinzaine de milles nautiques (28 km) au sud de Jeddah), sur la côte du Yémen, sont abandonnés par les équipages qui ont entre-temps entamé les manœuvres de sabordage,,. Les deux navires agonisants continuent d'être attaqués par des avions et aussi par le destroyer britannique HMS Kingston (F64), arrivé entre-temps sur place, qui canonne les navires désormais désertés pour accélérer leur naufrage,,.
Les équipages des deux navires, une fois à terre, sont internés à Jeddah (Arabie Saoudite),,.
Le Tigre avait accompli un total de 10 missions de guerre, couvrant un total de 2 706 milles nautiques (5 012 km).